# Giovanni Carboni
Giovanni Carboni (Fano, 31 de agosto de 1995) es un ciclista profesional italiano que compite con el equipo Unibet Tietema Rockets.

## Trayectoria
En el Giro de Italia 2019, su primera vuelta de tres semanas, vistió durante tres días el maillot blanco de mejor joven.
En 2022 fichó por el Gazprom-RusVelo. El equipo fue sancionado por la invasión rusa de Ucrania, por lo que compitió con la selección italiana, con la ganó una etapa en la Adriática Iónica, antes de unirse en el mes de septiembre al Equipo Kern Pharma hasta 2023. Posteriormente pasó un año en el JCL Team Ukyo japonés y en 2025 se incorporó al Unibet Tietema Rockets.

## Palmarés
2017
- 1 etapa del Giro del Valle de Aosta

2022
- 1 etapa de la Adriática Iónica

2024
- Tour de Japón, más 2 etapas
- 1 etapa del Tour de Bulgaria

## Resultados en Grandes Vueltas
| Carrera | Carrera         | 2014 | 2015 | 2016 | 2017 | 2018 | 2019 | 2020 | 2021 | 2022 | 2023 | 2024 | 2025 |
| ------- | --------------- | ---- | ---- | ---- | ---- | ---- | ---- | ---- | ---- | ---- | ---- | ---- | ---- |
|         | Giro de Italia  | —    | —    | —    | —    | —    | 57.º | 82.º | 35.º | —    | —    | —    | —    |
|         | Tour de Francia | —    | —    | —    | —    | —    | —    | —    | —    | —    | —    | —    | —    |
|         | Vuelta a España | —    | —    | —    | —    | —    | —    | —    | —    | —    | —    | —    | —    |

—: no participa
Ab.: abandono

## Equipos
- Area Zero Pro Team (2014)
- Unieuro Wilier (2015-2016)
  - Unieuro Wilier Trevigiani (2015)
  - Unieuro Wilier (2016)
- Bardiani-CSF (2018-2021)
  - Bardiani-CSF (2018-2019)
  - Bardiani-CSF-Faizanè (2020-2021)
- Gazprom-RusVelo (2022)[5]
- Equipo Kern Pharma (2022[6]-2023)
- JCL Team Ukyo (2024)
- Unibet Tietema Rockets (2025-)